# 林昀儒
林昀儒（Lin Yun-Ju，2001年8月17日—），臺灣乒乓球運動員，出生於宜蘭縣，單打最高世界排名第五。14歲首次代表中华台北队參加世界乒乓球锦标赛，成為中华民国史上最年輕的男子桌球國手，並開始活躍於國際賽事。
2019年於T2鑽石聯賽、捷克公開賽接連擊敗馬龍、樊振東、奥恰洛夫和波爾等世界名將 ，獲得個人首座國際桌總世界巡迴賽冠軍；同年於世界盃桌球賽獲得銅牌，也是中华民国桌球史上首面世界盃男子單打獎牌。
2020年東京奧運於四強戰中敗給樊振東無緣晉級男單決賽，最終獲得第四名；混合雙打則與鄭怡靜搭檔贏得銅牌，成為首面由台灣本土選手獲得的奧運桌球獎牌。

## 生平
林昀儒出生於宜蘭縣員山鄉，父母均從事教育工作，父親是國立宜蘭大學教授，母親是壯圍國中校長。小學三年級加入宜蘭國小桌球隊，五年級（2011至2012年）在教練賴瑞雄指導下，連續拿下五項全國性賽事的單打冠軍（Joola盃、蝴蝶盃、國語日報盃、自由盃、青少年菁英賽）。
2012年入選少年國手第三名，8月參加於日本大阪舉行的第21屆東亞少年桌球賽，除了幫助團隊拿下男團亞軍，更一舉奪下男單冠軍，為首位於該項賽事奪冠的台灣選手。
2013年入選少年國手第一名，並於隨後的15歲青少年國手選拔賽以第三名入選，為首位入選國手的小學男子選手。自該年起，納入教育部體育署「培育優秀或具潛力運動選手計畫」後，即由政府補助包含教練費、移地訓練、參賽器材裝備等。
2014年4月參加全國中等學校運動會，國一即擔綱校隊主力，於團體賽中六戰全勝，助隊拿下暌違10年的團體冠軍，個人則拿下男單亞軍；5月的泰國青少年公開賽，一人囊括男團、男單和男雙三項冠軍；6月以第一名入選15歲青少年國手；9月參加第20屆亞洲青少年桌球賽，拿下15歲組男單第三。2014年，前中国国家乒乓球队教練綦戈在宜蘭因病療養時受引薦為林昀儒教練。
2015年，於12月舉行的國手選拔賽中首輪即取得生涯第一個成人國手頭銜；並於其後的排名賽中持續挺進，成為台灣史上最年輕（14歲又4個月）的世界乒乓球锦标赛男子代表隊成員。也創下在同一年度接連入選15歲、18歲青少年國手及成人國手的歷史紀錄。5月的西班牙青少年桌球公開賽摘下15歲組男單冠軍。團體部分和民權國小馮翊新聯手奪下15歲組男團冠軍。
2017年8月參加捷克公開賽，於公開組男單小組賽中擊敗罗伯特·加尔多斯，晉級正賽後再於第一輪擊敗蒂亞哥·阿波羅尼亞，最後於八強戰中以3:4敗於雨果·卡爾德拉諾，但已創下個人在職業巡迴賽公開組的最佳戰績，本站賽事亦為他進帳大量積分，個人世界排名從208名竄升至103名。
2018年4月參加2018年世界桌球團體錦標賽後，林昀儒在國際桌總當年5月份公布世界排名躍居第65名；6月，在ITTF公佈的男子U21世界排名首度達到第一；12月，男子單打世界排名達到第28，一年內世界排名升過百名（年初排名為134）。
2019年，列入黃金計畫重點培訓選手，投入超過新台幣800萬元培訓經費。1月28日，日本桌球T联赛岡山隊宣佈與林昀儒簽約，參戰聯賽2018–19年賽季。4月15日，岡山隊宣佈與林昀儒續約，參戰聯賽2019–20年賽季。7月，17歲的林昀儒參加馬來西亞T2鑽石聯賽，半準決賽擊敗日本桌球名將水谷隼及準決賽勝過香港選手黃鎮廷，也先後擊敗兩位中國大陆選手馬龍及樊振东，最終奪得冠軍；8月，剛滿18歲的林昀儒參加捷克桌球公開賽，在八強賽中擊敗了日本選手平野友樹，進入半決賽後接連擊敗了兩位德國選手蒂莫·波爾及迪米特里·奥恰洛夫，獲得了個人生涯首座國際職業桌球巡迴賽冠軍。11月林昀儒參加了世界杯桌球賽成都站，於12月1日在客場以4:3的成績擊敗了中國桌球好手馬龍，取得了銅牌的成績，也成為台灣史上第一位於世界杯桌球賽取得獎牌的男子選手。
2020年，林昀儒加入中國山東魏橋球隊，參加中國乒超聯賽。該年個人拿下8勝8敗的戰績，其效力的山東魏橋球隊取得亞軍。在中国乒乓球协会放開外協會限制后，林昀儒於2020年底到2021年初在中國國家乒乓球隊和中國國家乒乓球隊員以及其他參與的外協會成員訓練。
2021年，林昀儒入選中華台北代表團出戰東京奧運，參加男子單打、混和雙打和男子團體共三項賽事，是林昀儒首次參加奧運。在7月26日與鄭怡靜搭檔的混合雙打項目中，擊敗勒班森和袁嘉楠的組合贏得銅牌，也是台灣首面「純本土」桌球獎牌。在7月30日男子單打項目的銅牌戰3:4敗給德國選手奧洽洛夫獲得第四名。2023年9月獲頒第61屆中華民國十大傑出青年（體育技藝類）。
2023年11月5日，林昀儒在WTT法蘭克福冠軍賽決賽上，以4:1擊敗中國大陆選手馬龍，奪得生涯第一座WTT冠軍賽冠軍。

## 歷年戰績
| - Joola盃、蝴蝶盃、國語日報盃單打冠軍 - 自由盃、青少年菁英賽、國語日報盃單打冠軍 - 東亞少年桌球賽男單冠軍、團體亞軍 - 國語日報盃單打冠軍 - 東亞少年桌球賽男單、團體季軍 - 香港青少年公開賽15歲組團體冠軍 - 全國中等學校運動會（全中運）男單亞軍、團體冠軍 - 亞青盃男單銅牌、團體銀牌 - 泰國青少年公開賽15歲組男單、男雙、團體冠軍 - 台北青少年公開賽15歲組男團、男雙冠軍，男單亞軍 - 韓國青少年公開賽15歲組男單季軍、團體亞軍 - 全中運男單、男團雙冠 - 太倉青少年公開賽15歲組男單亞軍、18歲組團體季軍 - 西班牙青少年公開賽15歲組男單、男團雙冠 - 全中運男單、男團雙冠 - 香港青少年公開賽十八歲組團體亞軍、男單季軍 - 台北青少年公開賽十八歲組團體、男雙冠軍、男單季軍 - 全國桌球錦標賽男單亞軍、男雙冠軍 - 世界青少年桌球錦標賽男團銅牌、男雙銅牌 - 全中運男單冠軍、男團亞軍 - 甲A聯賽（蚌埠站）男團第三（單打六勝三負、雙打四勝一負） - 亞青盃U18男團銅牌、混雙銅牌、男雙銀牌 - 香港青少年公開賽十八歲組男團亞軍、男單季軍、男雙冠軍 - 捷克公開賽U21男單亞軍、公開組男單八強 - 全運會男團冠軍、混雙亞軍、男雙亞軍、男單亞軍 - 全國錦標賽男單冠軍 - ITTF 匈牙利公開賽U21男單冠軍 - ITTF 卡達公開賽U21男單四強、公開組男單三十二強 - ITTF 香港公開賽U21男單冠軍 - ITTF 澳洲公開賽男單十六強 - ITTF 保加利亞公開賽U21男單冠軍 - 第十八屆亞洲運動會桌球項目男團銅牌 - 第三屆夏季青年奧林匹克運動會桌球項目混和團體銅牌、男單第四名 - ITTF 2018年瑞典公開賽男雙冠軍、男單十六強 - ITTF 2018奧地利公開賽男單十六强 | - ITTF 阿曼乒乓球公開賽混合雙打冠軍（搭檔鄭怡靜） - ITTF 阿曼乒乓球公開賽男子雙打冠軍 - ITTF 阿曼乒乓球公開賽男子單打冠軍 - ITTF 中國乒乓球公開賽混合雙打冠軍（搭檔鄭怡靜） - ITTF 香港乒乓球公開賽混合雙打冠軍（搭檔鄭怡靜） - ITTF 日本乒乓球公開賽男子单打亚軍 - ITTF T2鑽石聯賽馬來西亞站男子单打冠軍 - ITTF 捷克乒乓球公開賽男子雙打亞軍 - ITTF 捷克乒乓球公開賽男子單打冠軍 - ITTF T2鑽石聯賽新加坡站男子单打亞軍 - ITTF 世界盃桌球賽男子單打季軍 - ITTF 世界盃桌球賽男子團體季軍 - ITTF 國際桌總世界巡迴賽總決賽男子雙打亞軍 - WTT挑戰賽卡達多哈站混合雙打冠軍（搭檔鄭怡靜） - WTT挑戰賽卡達多哈站男子單打亞軍 - WTT球星挑戰賽卡達多哈站混合雙打冠軍（搭檔鄭怡靜） - 2020年夏季奧林匹克運動會桌球比賽 男女混合雙打項目 銅牌（搭檔鄭怡靜） - 2020年夏季奧林匹克運動會桌球比賽 男子單打第四名 - 全運會男團亞軍 - 全運會男雙冠軍（搭檔廖振珽) - 全運會混雙冠軍（搭檔鄭怡靜） - 全運會男單冠軍 - 2021年世界乒乓球锦标赛 混合雙打銅牌（搭檔鄭怡靜） - WTT大滿貫賽新加坡站混合雙打亞軍（搭檔鄭怡靜） - WTT挑戰賽卡達多哈站混合雙打冠軍（搭檔鄭怡靜） - WTT球星挑戰賽卡達多哈站混合雙打冠軍（搭檔鄭怡靜） - WTT挑戰賽薩格勒布站男子單打冠軍 - WTT阿拉木圖桌球挑戰賽男子單打亞軍 - WTT阿拉木圖桌球挑戰賽混合雙打冠軍（搭檔陳思羽） - WTT阿拉木圖桌球挑戰賽男子雙打冠軍（搭檔廖振珽） - WTT冠軍賽澳門站男子單打四強 - WTT突尼斯挑戰賽混雙冠軍（搭檔陳思羽） - WTT阿拉木圖挑戰賽混雙亞軍（搭檔陳思羽） - WTT阿拉木圖挑戰賽男單冠軍 - 2023年亞洲乒乓球錦標賽男子團體銀牌 - 2023年亞洲乒乓球錦標賽混雙銅牌 （搭檔陳思羽） - 2023年亞洲乒乓球錦標賽男單銅牌 - 第十九屆亞洲運動會桌球項目男子團體銅牌 - 第十九屆亞洲運動會桌球項目男子雙打銅牌（搭檔莊智淵） - WTT馬斯開特挑戰賽混雙冠軍（搭檔陳思羽） - 全運會男團冠軍 - 全運會男雙冠軍（搭檔廖振珽） - 全運會混雙冠軍（搭檔鄭怡靜） - 全運會男單冠軍 - WTT法蘭克福冠軍賽男子單打冠軍 |

### 2024年
- 2024年世界乒乓球团体锦标赛男子團體銅牌
- 2024年亚洲乒乓球锦标赛男子團體銀牌

### 2025年
- WTT大滿貫賽新加坡站 男子雙打銀牌 (搭檔高承睿)

- 2025年杜哈世界桌球錦標賽男子雙打銀牌(搭檔高承睿)

## 國際賽事成績
註：本處僅列出最好成績
1. - = 未參加該項賽事
只列出曾進入準決賽的國際賽事成績：
| 年份   | 賽事                   | 公開賽級別 | 項目     | 成績   |
| ------ | ---------------------- | ---------- | -------- | ------ |
| 2021年 | WTT卡達多哈站          | 挑戰賽     | 男子單打 | 亞軍   |
| 2021年 | WTT卡達多哈站          | 挑戰賽     | 混合雙打 | 冠軍   |
| 2021年 | WTT卡達多哈站          | 球星挑戰賽 | 混合雙打 | 亞軍   |
| 2021年 | 奧林匹克運動會桌球比賽 | 其他       | 男子單打 | 殿軍   |
| 2021年 | 奧林匹克運動會桌球比賽 | 其他       | 混合雙打 | 銅牌   |
| 2021年 | 世界乒乓球錦標賽       | 其他       | 混合雙打 | 銅牌   |
| 2022年 | WTT新加坡大滿貫        | 大滿貫     | 混合雙打 | 亞軍   |
| 2022年 | WTT卡達多哈站          | 挑戰賽     | 混合雙打 | 冠軍   |
| 2022年 | WTT卡達多哈站          | 球星挑戰賽 | 混合雙打 | 冠軍   |
| 2022年 | WTT薩格勒布站          | 挑戰賽     | 男子單打 | 冠軍   |
| 2022年 | WTT阿拉木圖站          | 挑戰賽     | 男子單打 | 亞軍   |
| 2022年 | WTT阿拉木圖站          | 挑戰賽     | 混合雙打 | 冠軍   |
| 2022年 | WTT阿拉木圖站          | 挑戰賽     | 男子雙打 | 冠軍   |
| 2022年 | WTT澳門站              | 冠軍賽     | 男子單打 | 準決賽 |
| 2023年 | WTT突尼斯站            | 挑戰賽     | 混合雙打 | 冠軍   |
| 2023年 | WTT阿拉木圖站          | 挑戰賽     | 混合雙打 | 亞軍   |
| 2023年 | WTT阿拉木圖站          | 挑戰賽     | 男子單打 | 冠軍   |
| 2023年 | 亞洲乒乓球錦標賽       | 其他       | 男子團體 | 銀牌   |
| 2023年 | 亞洲乒乓球錦標賽       | 其他       | 男子單打 | 銅牌   |
| 2023年 | 亞洲乒乓球錦標賽       | 其他       | 混合雙打 | 銅牌   |
| 2023年 | 亞洲運動會             | 其他       | 男子雙打 | 銅牌   |
| 2023年 | 亞洲運動會             | 其他       | 男子團體 | 銅牌   |
| 2023年 | WTT馬斯開特站          | 挑戰賽     | 混合雙打 | 冠軍   |
| 2023年 | WTT法蘭克福站          | 冠軍賽     | 男子單打 | 冠軍   |
| 2024年 | 世界乒乓球錦標賽       | 其他       | 男子團體 | 銅牌   |
| 2024年 | WTT新加坡大滿貫        | 大滿貫     | 男子單打 | 準決賽 |
| 2024年 | WTT新加坡大滿貫        | 大滿貫     | 混合雙打 | 準決賽 |
| 2024年 | 亞洲桌球錦標賽         | 其他       | 男子團體 | 亞軍   |
| 2025年 | WTT新加坡大滿貫        | 大滿貫     | 男子雙打 | 亞軍   |
| 2025年 | 亞洲盃乒乓球錦標賽     | 其他       | 男子单打 | 第四名 |
| 2025年 | WTT仁川站              | 冠軍賽     | 男子单打 | 半决赛 |
| 2025年 | 世界桌球錦標賽         | 其他       | 男子雙打 | 銀牌   |

### 世界乒乓球錦標賽
| 年份   | 地點           | 成績 | 成績 | 成績 | 成績 |
| 年份   | 地點           | 單打 | 男雙 | 混雙 | 團體 |
| ------ | -------------- | ---- | ---- | ---- | ---- |
| 2019年 | 匈牙利布達佩斯 | 64強 | 16強 | 16強 | -    |
| 2021年 | 美国休斯顿     | 32強 | -    | 銅牌 | -    |
| 2023年 | 南非德班       | 16強 | -    | 8強  | -    |
| 2024年 | 釜山           | -    | -    | -    | 銅牌 |
| 2025年 | 杜哈           | 8強  | 銀牌 | 8強  | -    |

### 夏季奥林匹克运动会桌球比赛
| 年份   | 地點     | 成績 | 成績 | 成績 |
| 年份   | 地點     | 單打 | 混雙 | 團體 |
| ------ | -------- | ---- | ---- | ---- |
| 2020年 | 日本东京 | 殿軍 | 銅牌 | 8強  |
| 2024年 | 法國巴黎 | 8強  | 8強  | 8強  |

### 乒乓球世界杯
| 年份   | 地點     | 成績 | 成績 | 成績   |
| 年份   | 地點     | 單打 | 男團 | 混團   |
| ------ | -------- | ---- | ---- | ------ |
| 2019年 | 日本東京 | -    | 季軍 | -      |
| 2019年 | 中国成都 | 季軍 | -    | -      |
| 2020年 | 中国威海 | 8強  | -    | -      |
| 2023年 | 中国成都 | -    | -    | 第七名 |
| 2024年 | 澳門     | 16強 | -    | -      |

### T2鑽石聯賽
| 年份   | 地點         | 成績 |
| 年份   | 地點         | 單打 |
| ------ | ------------ | ---- |
| 2019年 | 马来西亚新山 | 亞軍 |
| 2019年 | 新加坡       | 冠軍 |

## 主要對賽紀錄
林昀儒與主要對手的男子單打對賽成績如下（只列出對賽五次或以上對手，截至2025年4月22日）
| 對手                       | 對賽次數 | 對賽結果 | 對賽結果 | 勝差 |
| 對手                       | 對賽次數 | 勝       | 負       | 勝差 |
| -------------------------- | -------- | -------- | -------- | ---- |
| 王楚欽                     | 11       | 3        | 8        | -5   |
| 馬龍                       | 10       | 4        | 6        | -2   |
| 樊振東                     | 9        | 1        | 8        | -7   |
| 林高遠                     | 8        | 2        | 6        | -4   |
| 林詩棟                     | 8        | 0        | 8        | -8   |
| 梁靖崑                     | 5        | 0        | 5        | -5   |
| 徐海東                     | 5        | 3        | 2        | +1   |
| 宇田幸矢                   | 9        | 8        | 1        | +7   |
| 張本智和                   | 9        | 3        | 6        | -3   |
| 木造勇人 (退役)            | 7        | 2        | 5        | -3   |
| 迪米特里·奧恰洛夫          | 10       | 6        | 4        | +2   |
| 派翠克·法蘭茲卡            | 8        | 8        | 0        | +8   |
| 魯文·菲盧斯                | 5        | 3        | 2        | +1   |
| 張禹珍                     | 5        | 3        | 2        | +1   |
| 黃珉和 (退役)              | 5        | 1        | 4        | -3   |
| 安德烈·加奇尼              | 7        | 7        | 0        | +7   |
| 黃鎮廷                     | 7        | 4        | 3        | +1   |
| 雨果·卡爾德拉諾            | 5        | 4        | 1        | +3   |
| 特魯爾斯·莫雷加德          | 5        | 5        | 0        | +5   |
| 安東·謝爾貝里              | 5        | 4        | 1        | +3   |
| 夸德里·阿魯納              | 5        | 4        | 1        | +3   |
| 波伊森                     | 5        | 5        | 0        | +5   |
| PANAGITGUN Yanapong (退役) | 5        | 5        | 0        | +5   |

## 外部連結
- 林昀儒 （页面存档备份，存于）在国际乒联的页面

- 林昀儒的Instagram帳戶